# Витербо (Колумбия)
Витербо (исп. Viterbo) — город и муниципалитет в центральной части Колумбии, на территории департамента Кальдас. Входит в состав Нижне-Западного субрегиона.

## История
Поселение, из которого позднее вырос город, было основано в 1911 году. Муниципалитет Витербо был выделен в отдельную административную единицу 31 декабря 1951 года.

## Географическое положение

Муниципалитет Витербо

Город расположен в юго-западной части департамента, в предгорьях Западной Кордильеры, на правом берегу реки Рисаральды (левый приток Кауки), на расстоянии приблизительно 37 километров к западу от города Манисалес, административного центра департамента. Абсолютная высота — 976 метров над уровнем моря.
Муниципалитет Витербо граничит на северо-востоке с территорией муниципалитета Рисаральда, на востоке — с муниципалитетом Сан-Хосе, на юго-востоке — с муниципалитетом Белалькасар, на севере, западе и юго-западе — с территорией департамента Рисаральда. Площадь муниципалитета составляет 113,8 км².

## Население
По данным Национального административного департамента статистики Колумбии, совокупная численность населения города и муниципалитета в 2024 году составляла 13 235 человек.
Динамика численности населения муниципалитета по годам:
| 2005   | 2010   | 2015   | 2020   | 2021   | 2022   | 2023   | 2024   |
| ------ | ------ | ------ | ------ | ------ | ------ | ------ | ------ |
| 13 159 | 12 727 | 12 469 | 12 951 | 12 991 | 13 077 | 13 155 | 13 235 |

## Экономика
Большинство трудоспособного населения занято в сельскохозяйственной сфере.

## Транспорт
Через город проходит национальное шоссе № 50 (исп. Ruta Nacional 50).